# Dhyāna

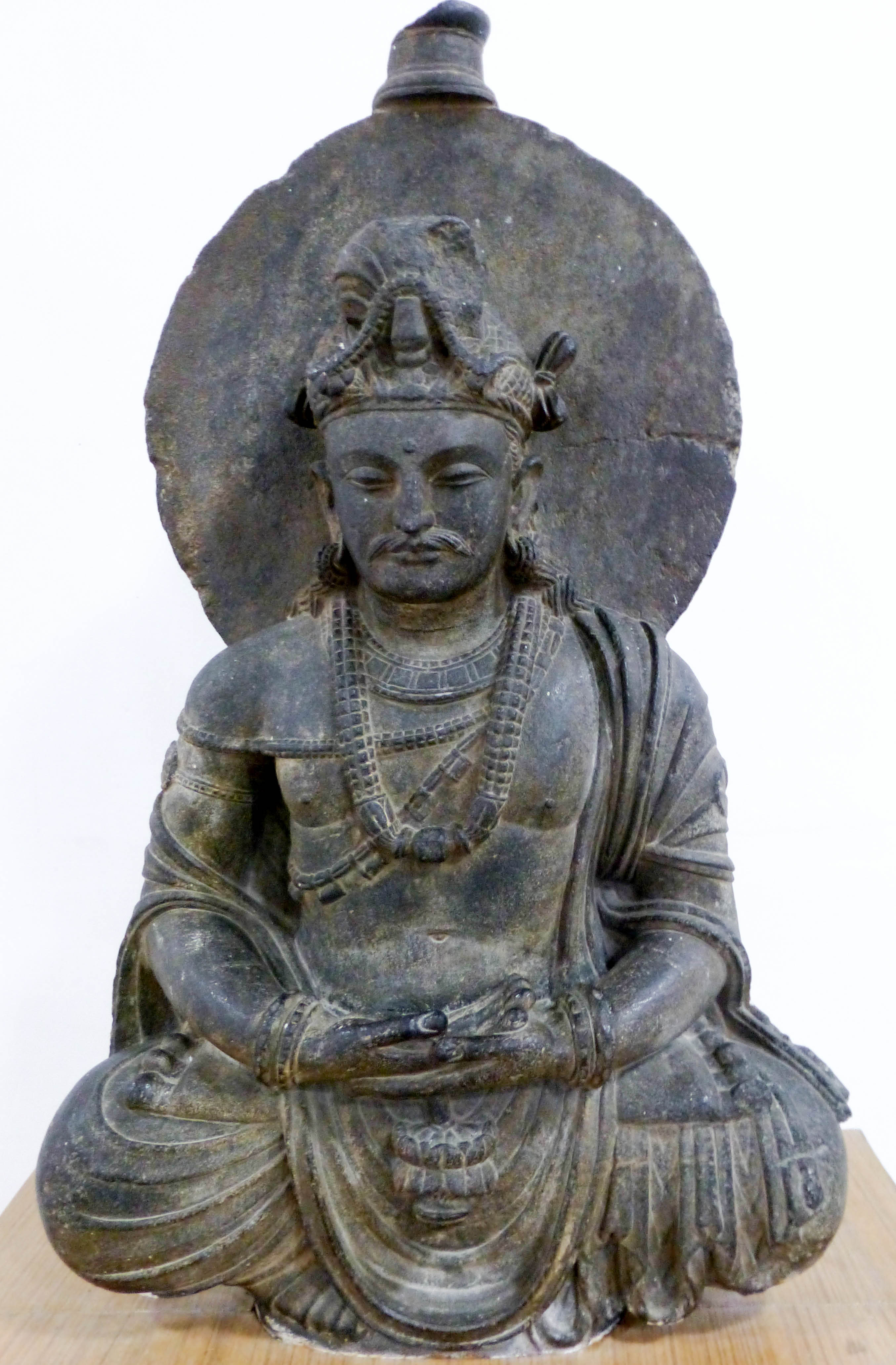
Bodhisattva assis en méditation. Sahr-i-Bahlol, Khyber Pakhtunkhwa, Pakistan
Premiers siècles de l'ère commune

Dhyāna (sanskrit : ध्यान (devanāgarī) ; pali : झान, romanisation, jhāna ; chinois simplifié : 禅 ; chinois traditionnel : 禪 ; pinyin : chán ; coréen : 선, translit. : seon ; zen (禅) ; vietnamien : thiền ; tibétain : བསམ་གཏན, Wylie : bsam gtan, THL : Samten) est un terme sanskrit qui correspond dans les Yoga Sūtra de Patañjali au septième membre (aṅga) du Yoga. Ce terme désigne des états de concentration cultivés dans l'hindouisme, le bouddhisme, et le jaïnisme. Il est souvent traduit par « absorption », bien qu'étymologiquement il signifie simplement méditation ou contemplation. Le terme méditation est utilisé aujourd'hui comme un mot désignant de nombreuses techniques en occident, il s'apparente à la vigilance en psychologie ou en philosophie. Historiquement et pour le sous-continent indien, dhyana en est le plus proche.
Patañjali en fait une étape préliminaire du samādhi. Les deux termes sont interchangés pour désigner ces états de conscience « transcendants ». Par exemple, les traductions Ch'an en chinois, Sŏn en coréen, Thiền en vietnamien et Zen en japonais sont des noms d’écoles de dhyāna bouddhistes, dérivées les unes des autres, où dhyāna prend ce sens fort de samādhi.
On rencontre plus souvent, en bouddhisme, le terme pāli jhāna, parce que les enseignements qui y sont liés sont plutôt une préoccupation de l'école Theravāda.

## Dans le bouddhisme

### Therāvada
Atteindre les jhānas  correspond au développement de la tranquillité et de la sagesse (voir Samatha bhavana). On distingue cinq jhānas de la forme ou de la sphère physique pure, et quatre jhanas dans la méditation sur les royaumes immatériels. Anapanasati est la principale technique d'accès aux jhānas, la méditation metta en est une autre. Ces jhānas sont différenciés en fonction des « facteurs » qui les caractérisent :
- Application initiale (mouvement de l'esprit vers l'objet de méditation) : vitakka ;
- Application soutenue (saisie de l'objet par l'esprit) : vicāra ;
- Joie, ravissement : piti ;
- Bonheur : sukha ;
- Concentration en un point : ekaggata ;
- Équanimité : upekkha.

Pour être atteints, les jhānas nécessitent la suppression de cinq empêchements :
- le désir des sens (kāmacchanda) ;
- la colère ou l'animosité (vyāpāda) ;
- la paresse ou la torpeur (thīna-middha) ;
- l'agitation ou le remords (uddhacca-kukkucca) ;
- le doute (vicikicchā).

Les cinq jhānas du monde de la forme comportent tous des facteurs différents ; leur nombre est souvent réduit à quatre (en ne tenant pas compte d'un état intermédiaire entre le premier et le deuxième, dépourvu de vitakka, mais avec un reste de vicāra) :
1. premier dhyâna : vitakka, vicāra, piti, sukha et ekaggata (le monde des cinq sens est complètement transcendé) ;
2. deuxième dhyâna : piti, sukha et ekaggata (il n'y a plus d'action, de mouvement du mental, sont seulement ressentis la joie et le bonheur).
3. troisième dhyâna : sukha et ekaggata (seul le bonheur demeure).
4. quatrième dhyâna : upekkha et ekaggata (pure équanimité, il y a arrêt temporaire de la respiration dans cet état).

Ces deux facteurs, équanimité et concentration, resteront présents dans les 4 jhānas du sans-forme ou non physiques.
Les quatre royaumes immatériels de la méditation sont :
1. la sphère de l'espace infini
2. la sphère de la conscience infinie
3. la sphère du néant ; le néant n'est pas le mot. Le pratiquant expérimente l'exclusion de toute perception à l'exception de sa Conscience en pleine Félicité.
4. La sphère de l'Eveil ; l'abolition de la frontière entre la perception et la non-perception.

### Mahayana

#### Chan, soen, thien et zen
Dans le bouddhisme mahâyâna, dhyana est une paramita : une perfection ou vertu. Chan est la traduction sémantique en chinois du terme dhyâna, et les termes seon ou sǒn, thiền et zen sont les translittérations du chinois, respectivement en coréen, vietnamien et japonais du terme. Dans ces écoles, la pratique correspond à la méditation assise en posture du lotus, le zazen au Japon, en Corée, en Chine et au Vietnam. Zazen se pratiquerait aussi en seiza, au Japon et en Corée.[réf. nécessaire]Mais en Chine et au Vietnam, on considère que le seiza coupe les canaux énergétiques[réf. nécessaire] et que, de plus il n'est pas propre aux pratiques méditatives.
Dhyâna y est traditionnellement présenté comme la triple pratique de sila, samadhi et prajna.

## Dans l'hindouisme
Historiquement les mantras répétés, la vision de yantras ou de divinités sont des méditations de l'hindouisme,. Patanjali a apporté son enseignement sur le dhyana. La première apparition du mot dhyana date du VIIe siècle av. J.-C. et est dû aux Upanishads.

### Dans le yoga de Patañjali
Le mot dhyâna se détaille par une méditation profonde avec le mental concentré et le contrôle du souffle c'est-à-dire les pranayamas.
Le dhyāna est alors l'avant-dernier des huit « membres », du Rāja Yoga décrit par Patañjali dans les Yoga Sūtra (IIe s. av. J.-C.). Cette étape s'intègre à une pratique beaucoup plus vaste basée sur l'observance simultanée des huit directions appelées ashtānga yoga.

### Pour Adi Shankara
La méditation ou dhyana conseillée par Adi Shankara (VIIIe siècle), un des grands maîtres yogis de l'Inde, est la voie utilisée par de nombreuses écoles aujourd'hui pour ne faire qu'un avec le Tout : le Brahman. Obtenir le calme mental et physique est recherché, ainsi que passer au quatrième niveau des ashramas c'est-à-dire renoncer à une vie civile et devenir ascète.

### Chez Shrî Aurobindo
Le dhyana signifie pour le fameux gourou de Pondichéry : flux ininterrompu de conscience sur un objet particulier.

## Dans le jaïnisme
Dans le jaïnisme, le terme dhyana désigne un exercice de concentration ; samayika, la méditation ; et kayotsarga est le mot qui désigne la contemplation. De nos jours après un travail de recherche important qui a eu lieu au cours des siècles, les responsables de courants jaïns déconseillent une méditation concentrée trop importante qui peut mener à la peine ou créer des vagues de méchanceté intérieure. De nouvelles méditations ont été mises en place, moins percutantes que l'antique méditation jaïne. Néanmoins, le dhyana fait partie des devoirs quotidiens. Il permet de se débarrasser des poussières karmiques qui envahissent le jiva : l'âme du croyant,.

## Étude scientifique
En 2023, un groupe de scientifiques a pu observer des schémas d’activité différents dans le cerveau, lors de la phase de méditation dhyâna. Grâce à leur recherche, ils pourraient par la suite élaborer de nouvelles thérapies d’interventions innovantes permettant de traiter des problèmes de santé mentale et favoriser le bien-être en général.

### Sources
- Buddhaghosa (trad. Christian Maës), Visuddhimagga. Le Chemin de la Pureté, Paris, Fayard, 2002, 802 p., chap. IV (« La globalité de la terre »), p. 147-199 (v. en part. p. 168-199)
- Lilian Silburn (dir.), Aux sources du bouddhisme, Paris, Fayard, 1997 (1re éd. 1977), 538 p. (ISBN 978-2-213-59873-4), passim (v. l'index, p. 517, sous "dhyana")

### Études
- Paul Magnin, Bouddhisme, unité et diversité : expériences de libération, Paris, Éditions du Cerf, coll. « Patrimoines - bouddhisme », 2003, 763 p. (ISBN 978-2-204-07092-8), p. 228-247 et passim (v. Index)

### Commentaire spirituel
- Shaila Catherine (trad. de l'anglais pas Sandy Hinzelin), Les Jhãnas. Guide de méditation pour expérimenter des états de joie profonde, de calme et de clarté, Paris, Sully, 2025, 320 p. (ISBN 978-2-354-32372-1)